# 彭士量
彭士量（1904年8月5日—1943年11月15日），号秋湖，生于湖南省浏阳县。中華民國將領，国民革命军暂编第五师师长，中将军衔。1943年，牺牲于石门县。

## 生平

### 北伐时期
1924年秋，湖北明德大学学习。受孙中山革命思潮的影响，排除父亲的阻力赴广东，考入黄埔军校第四期。毕业后，彭士量被分配到國民革命军第四軍第十师服役，历任排长、连长、营长等职，随大军参加东征、北伐作战。在作战中战功卓著，如在南浔线的战斗中，以少胜多击溃孙传芳军队，为保证国民革命军主力部队歼灭孙传芳部作出了贡献。
1927年随蔡廷锴部参加南昌起义，南下时退出起义军。1928年起任第三十一师副团长，第五军第八十七师团长。1935年底起任第八十三师上校参谋处长，军政部第五新兵补训处学员团团长，预备第四师少将参谋长、副师长。

### 抗日战争时期

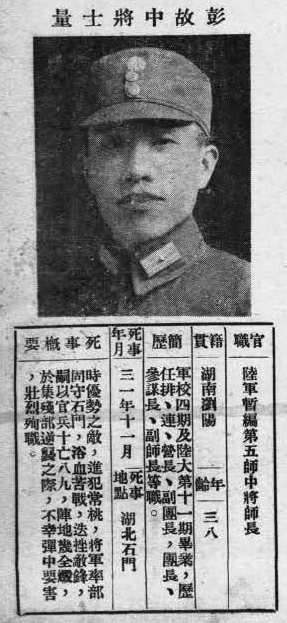
《抗戰軍人忠烈錄》（第一輯）中的彭士量烈士遺像

1937年7月7日，卢沟桥事变爆发。彭士量主动要求率部抗日并很快得到了批准。在鄂南、鄂西、湘北诸战役中，打退日军的进攻，荣获军委授予的陆海空军甲种一等奖章，并受到宋庆龄女士的嘉奖。1941年，调任第六战区长官部高级参谋兼干训团教育处长。
1942年夏季，日军为夺取素称鱼米之乡的洞庭湖地区，集中数万主力部队，在大批飞机、大炮及海军舰艇的优势火力支持下，向我发动了猖狂的进攻。担任陆军暂编第五师副师长彭士量将军率领暂编第五师的抗日爱国官兵，在华容县城郊一线与日军展开了拚死的斗争。彭将军亲临前线视察阵地，指导下级官兵利用地形地物， 修筑工事，隐蔽自己，消灭敌人，并用抗日救国的革命道理鼓励士兵英勇杀敌，报效国家，宁死不作亡国奴。在他的正确指挥下，全师官兵不顾敌人的猛烈炮火，宁死不退，与进犯日军展开了殊死的血战，双方展开了激烈的争夺战，喊杀震天，血肉横飞，多次展开了白刃肉搏战，我阵地得而复失，失而复得，敌人的尸体躺满了前沿阵地，我士气高昂。双方相持达一个月有余， 我阵地巍然不动，日军伤亡惨重，攻势顿挫，毫无进展，只好败退而归，这一仗，打出了暂编第五师的声威，日方广播电台多次提到彭士量将军所指挥的第五师为不可轻视之铁军。1943年彭士量任暂编第五师代理师长，11月实任该师师长。
1943年夏季，日军集中数万部队，动用海陆空三军向洞庭湖西岸地区发动进攻。彭士量率领暂编第五师，在华容县城郊一线与日军展开战斗，双方相持达一月有余。当年11月，日军，再次集结重兵试图歼灭湘西野战军主力部队，向常德、桃源一线中方阵地发动进攻，双方展开激战。彭士量率领陆军暂编第五师奉令把守石门。
11月6日，日军开始进攻，后日军突破中方战线，彭士量指挥部队撤入石门镇附近阵地固守。接着，数万日军围攻石门镇。双方相持8昼夜。日寇多次猛扑均未得逞，乃施放毒气，致使红土坡的我加强营全体官兵壮烈牺牲。后来北面防线被突破，彭师长率兵巷战，将窜入之敌全部歼灭。此时天色已晚，石门被敌人重重包围，敌人数次冲锋，又以云梯攻城，局势危急，彭师长亲自到西城巡查，并增筑工事，谕官兵死守，并电呈上峰：决与石门共存亡”。
此时，国民政府军委会下达73军后撤、“下令放弃石门，但此时该军正与日军全线激战，根本无法脱离接触。为了挽救整个73军，暂五师师长彭士量挺身而出，自告奋勇接下掩护全军撤退的重任。”
14日夜间，暂五师在彭士量师长的指挥下死据石门，掩护全军南撤。15日天刚明，敌人几度攻城均被暂五师击退。暂五师虽在万分困难之中，石门仍屹立无恙，血迹斑斑的战旗依然高高飘扬在城墙上。此时彭师长他们已连续苦战三昼夜，部队伤亡过半，敌人兵力又超我军数倍，下午三时许，敌三面进攻，助以飞机大炮集中轰炸，几处城垣忽被突破，暂五师全体官兵继续在城内与敌展开残酷的肉搏战。彭师长身先士卒，街、巷、民房皆成死守据点。
当掩护73军撤退任务完成后，暂五师于15日黄昏奉命撤出石门，但在渡河时遭遇日寇的围击，彭士量师长亲自指挥部队奋力突围，不幸在南岩门口被敌机机枪击中要害，身受重伤还喊杀不止，忠勇之气感动得在场的官兵个个哭声不绝。临终之前将军拼力高呼：“大丈夫为国家尽忠，为民族尽孝，死何憾焉！”

## 临终遗言及遗书

### 遗言
「大丈夫为国家尽忠，为民族尽孝，死何憾焉！」

### 遗书
（一）余献身革命，念年于兹，早其牺牲决心，以报党国，兹奉令守备石门，任务艰巨，当与我全体官兵同抱与阵地共存亡之决心，歼彼倭寇，以保国土；倘于此次战役中，得以成仁，则无遗憾。惟望我全体官兵，服从副师长指挥，继续杀敌，达成任务。 
（二）余廉洁自持，不事产业，望余妻刻苦自持，节俭以活，善侍翁姑，抚育儿女，俾余子女得以教养成材，以继余志。 
　　此嘱

## 身后评价
彭士量将军是黄埔军校一百零八将之一；是陆军大学十一期高材生；是出身土木系的著名将领，是抗日战争中在常德会战中牺牲的第一位将军。牺牲后、1944年2月2日国民政府特追赠彭士量将军为陆军中将。1985年5月28日，四川省人民政府报民政部追认彭士量为革命烈士。现今中共方面亦对其给予积极评价。是首批入驻湖南革命烈士纪念塔的国军抗日将领。南岳忠烈祠有烈士的纪念碑、遗书和墓地；台北忠烈祠有烈士的灵位和三种文字的事迹介绍，海峡两岸的中国人都在缅怀他。